# 無差拍控制
無差拍控制（dead-beat control）是離散控制理論的一種問題，是針對特定系統，要找到可以在最短時間內讓輸出進入穩態的輸入信號。
可以證明在N階的線性系統中，若系統為零可控（null controllable，是指可以利用特定輸入使狀態變為0），其最少的步數不會超過N步（依初始條件而不同）。 解法是用反饋的方式，使閉迴路轉移函數的極點都在z平面的原點（有關z平面及轉移函數的細節，請參考Z轉換）。因此線性系統的例子很容易找到解。因此一個極點都在z平面的閉迴路轉移函數有時也會稱為無差拍轉移函數（dead beat transfer function）。
非線性系統的無差拍控制是一個仍在研究中的問題（可以參考以下Nesic的參考資料）。
無差拍控制器因為其動態特性良好，常用在過程控制中。此控制器是典型的回控控制器，其控制增益是依系統階數及正規化自然頻率的表來設定。
無差拍控制的特性如下：
1. 零穩態誤差（Steady-state error）
2. 最短上昇時間
3. 最短安定時間
4. 過沖量/下衝量小於2%
5. 非常高的控制信號輸出

## 用法
無差拍控制中唯一的控制參數是取樣週期h。因為誤差在N個取樣週期後會變成0，因此其安定時間不會大於Nh。
當取樣週期減少時，控制信號的大小會明顯變大。因此，在進行無差拍控制時，很重要的是小心的選擇取樣週期。
再者，因為控制器是用消去受控體的零點和極點來進行，因此需準確的知道零點和極點，否則，就有可能沒有無差拍特性。

## 遞移函數
假設受控體的遞移函數如下
{\displaystyle \mathbf {G} (z)={\frac {B(z)}{A(z)}}}
其中
{\displaystyle A(z)=a_{0}+a_{1}z^{-1}+a_{2}z^{-2}+\cdots a_{m}z^{-m},}
{\displaystyle B(z)=b_{0}+b_{1}z^{-1}+b_{2}z^{-2}+\cdots b_{n}z^{-n}.}
無差拍控制器的遞移函數是：
{\displaystyle \mathbf {C} (z)={\frac {A(z)/B(1)}{z^{d}-B(z)/B(1)}},}
其中d是要實現此控制器，需要有的最小系統延遲。例如有二個極點的系統，從控制器到輸出至少需要2步的延遲，因此d = 2。
閉迴路遞減函數為：
{\displaystyle \mathbf {L} (z)={\frac {B(z)/B(1)}{z^{d}}},}
所有的極點都在原點。